# Antoine-Augustin Préault
Antoine-Augustin Préault (a menudo se le llama Auguste Préault), nacido el 6 de octubre de 1809 y fallecido el 11 de enero de 1879, es un escultor francés del Romanticismo.

## Datos biográficos
Nacido en París en la zona de Marais, hijo de Agustín de Pierre Francois Préault y Marie Josephine Sophie Mouton
Alumno de David d'Angers, expuso por primera vez en el Salón de París en 1833. No fue bien visto por algunas personas que formaban parte de la élite de la comunidad artística por su franqueza y su participación en la revolución de julio. Durante este período de desorden el estudio de Préault fue saqueado y muchos de sus modelos de yeso fueron destruidos. Dadas estas circunstancias, su trabajo ha sido en gran parte marginado en la sombra por sus contemporáneos.
Murió en París en 1879, fue enterrado en el cementerio del Père-Lachaise. 

## Obras
Entre las mejores y más conocidas obras de Antoine-Augustin Préault se incluyen las siguientes:
- La Tuerie (Masacre) (1834).
- Cristo en la Cruz (1840) - Eglise Saint-Gervais, en París.
- El silencio (1842) - tumba de Jacob Robles , Cementerio del Père-Lachaise, de París.
- Ofelia (1843) - Musée d'Orsay, París

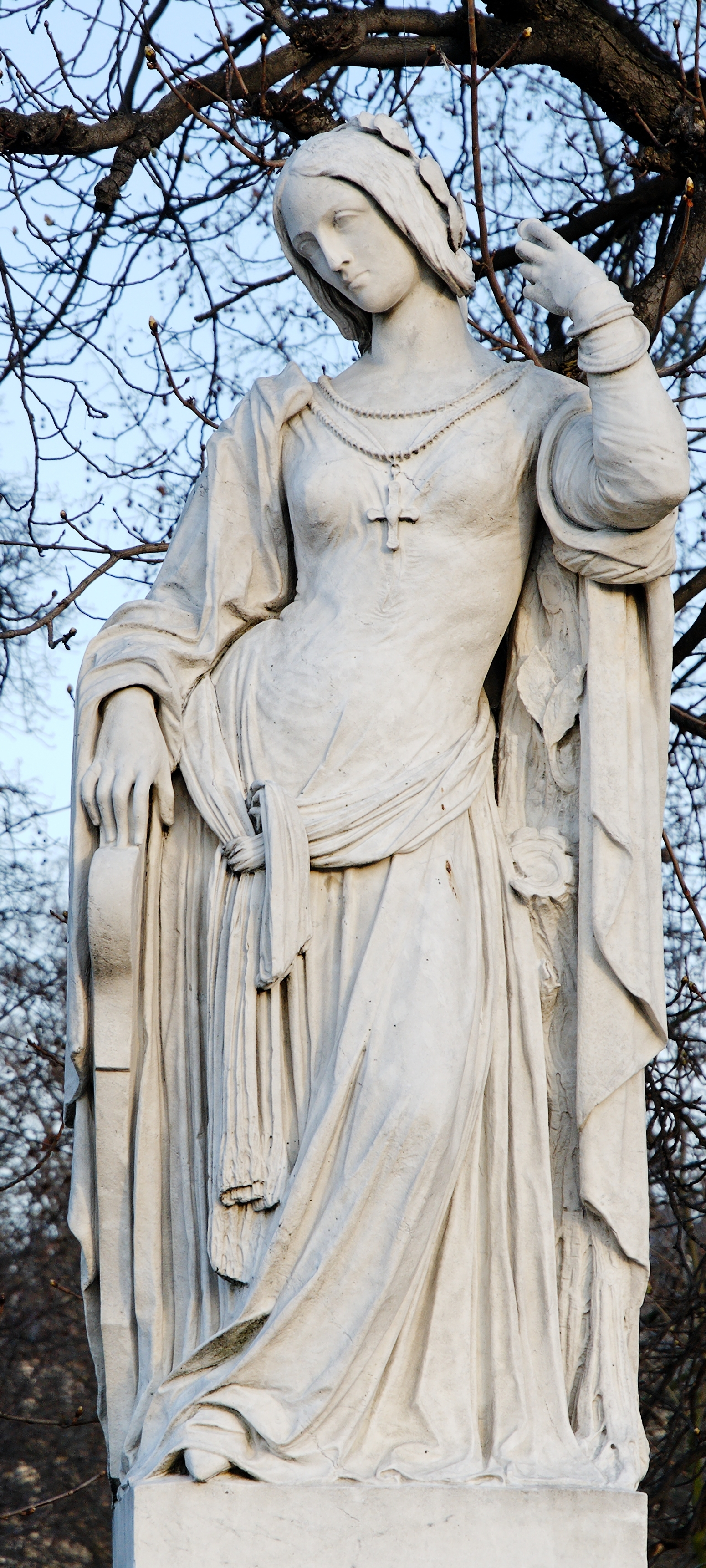
Clémence Isaure - de la serie reinas de Francia y mujeres ilustres en el Jardin du Luxembourg, París
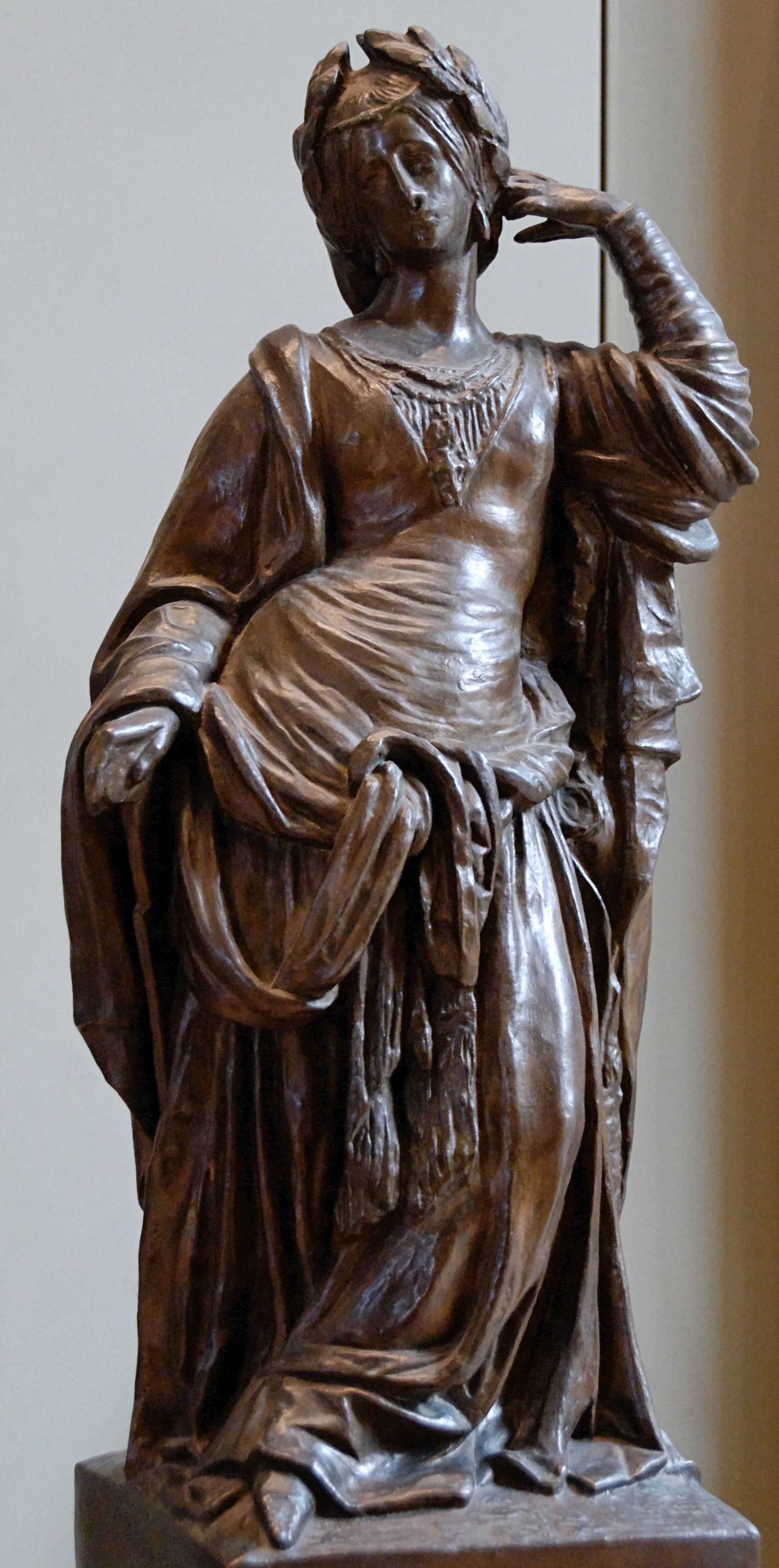
Bronce deClémence Isaure, del escultor Victor Thiebaut a partir de la obra de Préault
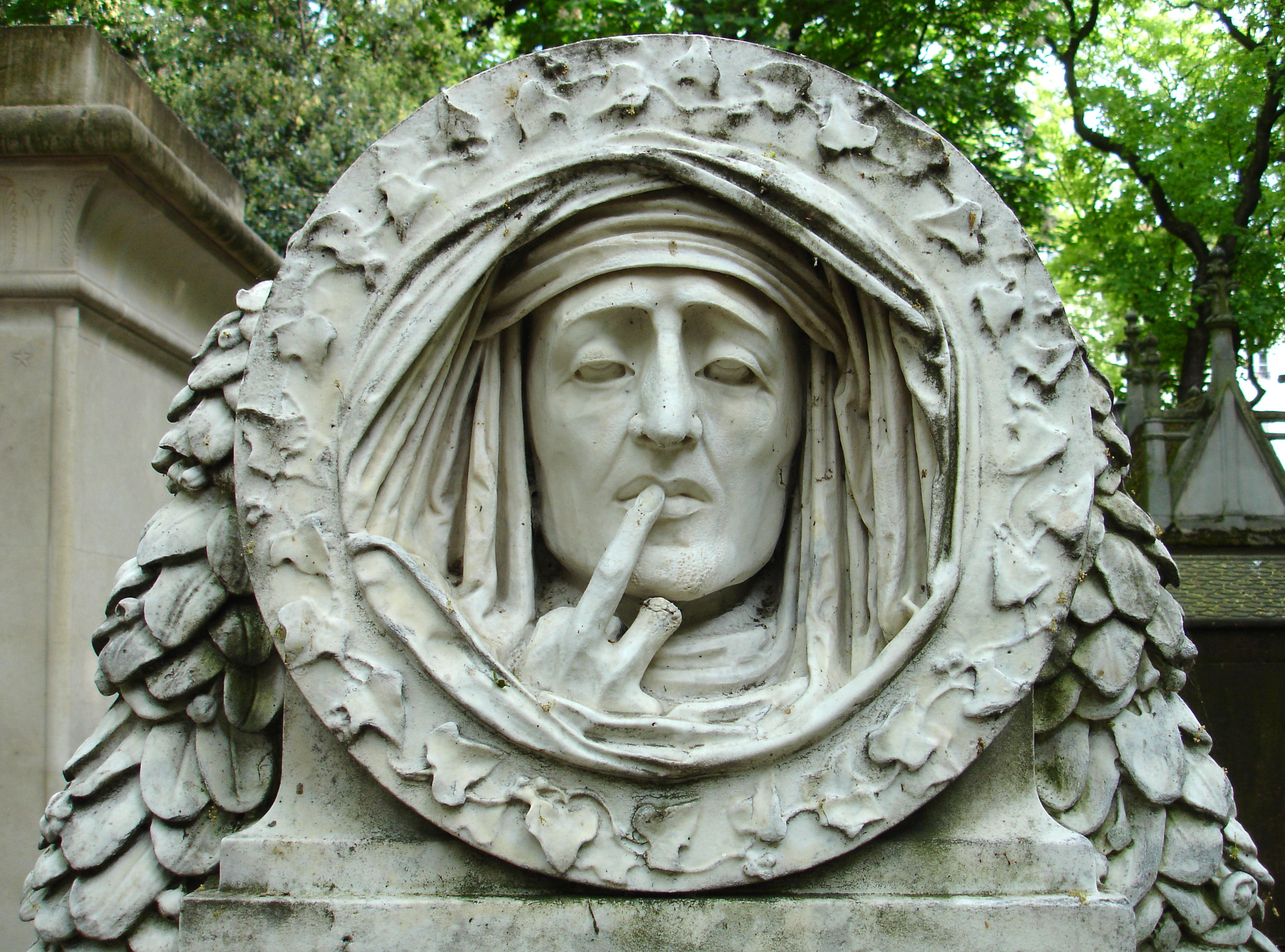
El silencio (1842) - tumba de Jacob Robles, Cementerio del Père-Lachaise, de París.
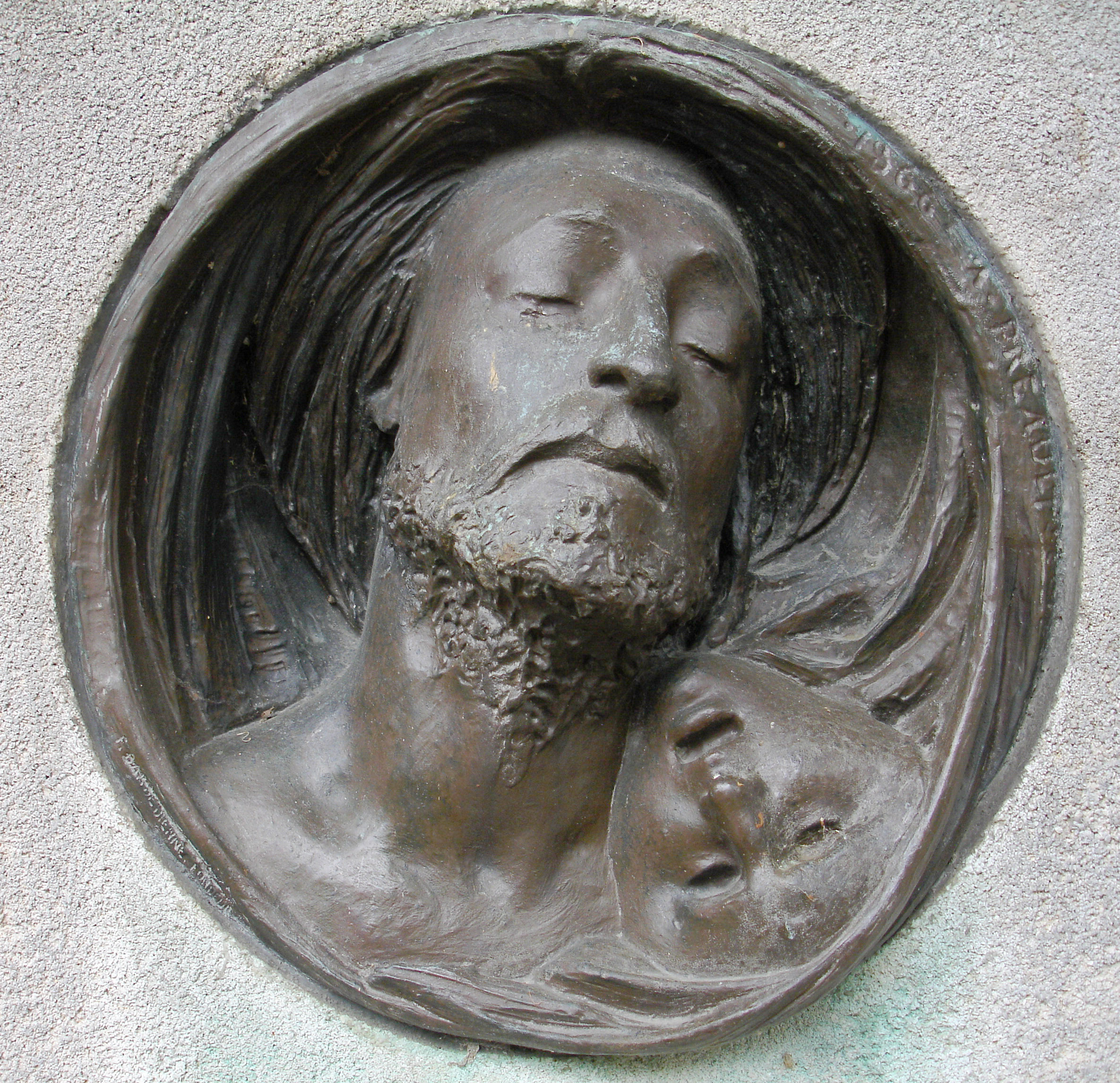

- Medallón Rouvière
- Retrato de la escultora Louise Astoud-Trolley, medallón en bronce. A su vez Louise Astoud presentó en el salón de París de 1865 un retrato de Préault.